# Hreiðars þáttr
Hreiðars þáttr heimska o la Historia de Hreiðarr el Estúpido es una de las mejores historias cortas (þáttr) de los islandeses. Trata de Hreiðarr, aparentemente un retrasado mental islandés que viaja a Noruega en los tiempos del reinado de dos reyes Magnús góði y Haraldr harðráði buscando fama y fortuna. Hreiðarr se hace amigo de Magnus con su comportamiento excéntrico, pero provoca la ira de Haraldr cuando mata a uno de sus cortesanos. Hreiðarr, que es mucho menos estúpido de lo que parece, es capaz de comportarse heroicamente en muchas ocasiones y madura a medida que avanza el relato. A su regreso a Islandia, se convierte en una figura importante de Svarfaðardalur donde vivirá hasta una edad avanzada.
La historia se conserva como parte de Morkinskinna y su derivado, Hulda-Hrokkinskinna, pero posiblemente existió como un trabajo escrito independiente. Se supone que es uno de los trabajos más antiguos en su género, originalmente compuesto hacia 1200 y con certeza antes de mediados del siglo XIII. Aunque la historia es realista y plausible, se cree que es absolutamente ficticia. 